# Acontia biskrensis
Acontia biskrensis là một loài bướm đêm trong họ Noctuidae.